# Còdex Seraphinianus
El Codex Seraphinianus és un llibre escrit i il·lustrat per l'artista italià, arquitecte i dissenyador industrial Luigi Serafini durant trenta mesos, entre 1976 i 1978. El llibre té unes 360 pàgines (segons l'edició), i sembla una enciclopèdia visual d'un món desconegut, escrit en una de les seves llengües, una escriptura alfabètica que té el propòsit de ser un contrasentit.

## Estructura
El Còdex es divideix en onze capítols, dividits en dues seccions. En la primera secció sembla descriure el món natural, que tracta la flora, la fauna, i la física. La segona es refereix a les humanitats, els diversos aspectes de la vida humana: la història, la roba, la cuina, l'arquitectura i així successivament. Aparentment cada capítol està dedicat a un tema enciclopèdic general.

## Il·lustracions
Les il·lustracions són sovint paròdies surrealista de les coses al nostre món: una fruita sagnant, una planta que creix en aproximadament la forma d'una cadira, una parella que fa l'amor i es transforma en un caiman, etc Unes altres són més estranyes; màquines aparentment sense sentit, sovint amb una aparença delicada, que es mantenen unides per petits filaments. També hi ha il·lustracions fàcilment recognoscibles, com a mapes o rostres humans. D'altra banda, sobretot en el capítol de la "física", moltes imatges es veuen gairebé totalment en abstracte. Pràcticament totes les figures són de colors brillants i riques en detalls.

## Sistema d'escriptura
El sistema d'escriptura (possiblement un sistema d'escriptura creat especialment per al llibre) sembla inspirat en la forma comuna de la majoria dels sistemes d'escriptura d'estil occidental (d'esquerra a dreta per escrit en les files; un alfabet amb lletres majúscules i minúscules), però és molt més curvilínia. Algunes lletres només apareixen al principi o al final de les paraules, una característica compartida amb els sistemes d'escriptura semítics. L'idioma del còdex ha desafiat anàlisi completa pels lingüistes des de fa dècades. El sistema numèric utilitzat per a la numeració de les pàgines, no obstant això, s'ha desxifrat (aparentment de forma independent) per Allan C. Wechsler i el lingüista búlgar Ivan Derzhanski, entre d'altres. És una variació de la base 21. En una xerrada en la Societat de Bibliófilos de la Universitat d'Oxford celebrada el 12 de maig de 2009, Serafini va declarar que no hi ha significat ocult darrere de l'escriptura del Codex, que la seva pròpia experiència en l'escriptura era molt similar a l'escriptura automàtica, i que el que pretenia era que el seu alfabet transmetés al "lector" la sensació que tenen els nens en asseure's davant d'un llibre que encara no poden entendre, a pesar que veuen que la seva escriptura té sentit per als adults.